# نمی‌دانم چرا
نمی‌دانم چرا (به انگلیسی: Dunno Y... Na Jaane Kyon) فیلمی محصول سال ۲۰۱۰ و به کارگردانی سانجای شارما است. در این فیلم بازیگرانی همچون کاپیل شارما، یووراج پاراشار، زینت امان، کبیر بدی، هلن، آشا ساچدو، ریتوپارنا سنگوپتا و آرین وحید ایفای نقش کرده‌اند.